# Обухов, Дмитрий Иванович
Дмитрий Иванович Обухов (25 декабря 1909 — 22 марта 1977) — советский шахтёр, новатор угольной промышленности, директор шахты № 20 треста «Ленинуголь», начальник Карагандинского горного округа Госгортехнадзора КазССР, Герой Социалистического Труда (1948).

## Биография
Родился 25 декабря 1909 года в посёлке рудника Буроз (ныне — посёлок имени Кирова в составе города Макеевка) в семье шахтёра. Русский.
Начал работать на шахте кузнецом, затем котельщиком.
В 1930 году поступил на учёбу на рабфак, по окончании рабфака — в Донецкий индустриальный институт. По окончании института стал трудиться районным инженером в комбинате «Донбассуголь».
В 1935 году стал начальником шахты № 12 треста «Кадиевуголь» Луганской области. В 1941 году по приказу из Москвы в связи с наступлением фашистов взорвал шахту.
В декабре 1941 года прибыл в эвакуацию в Караганду, назначен начальником добычного участка шахты № 2 им. Горького.
В октябре 1942 года назначен директором шахты № 31 треста «Кировуголь» вместо отозванного на ответственную работу в Москву в Наркомат угля Алексея Стаханова.
27 мая 1945 года назначен начальником шахты № 20 им. Жданова. Указом Президиума Верховного Совета СССР от 28 августа 1948 года 150 лучших шахтеров страны были удостоены высшей награды — им присвоили звание Героя Социалистического Труда. Среди них был и Дмитрий Иванович Обухов.
В 1948 году назначен управляющим треста «Молотовуголь».
В мае 1951 года назначен управляющим треста «Сталинуголь».
В 1962 году назначен начальником производственного отдела, заместителем начальника комбината «Карагандауголь».
В 1963 году назначен начальником Карагандинского округа Госгортехнадзора КазССР.
Скончался 22 марта 1977 года в Караганде.

## Награды и звания
- Орден Ленина (дважды)
- Орден Трудового Красного Знамени
- Орден Знак Почета
- Медаль «За трудовое отличие»
- знак «Шахтёрская слава» трёх степеней